# Paulo Abi-Ackel
Paulo Abi-Ackel (Belo Horizonte, 21 de junho de 1963) é advogado e político brasileiro, filiado ao Partido da Social Democracia Brasileira (PSDB). É casado com Janaina Ortiga Abi-Ackel e pai de Nathália Abi-Ackel de Castro, Paulo Abi-Ackel Filho e Sofia Abi-Ackel. Elegeu-se deputado federal para a 53ª (2007-2011), a 54ª (2011-2015), a 55ª (2015-2019), a 56ª (2019-2023) e 57ª (2023-2027) legislaturas da Câmara dos Deputados, ocupando seu quinto mandato consecutivo como deputado federal. É filho de Ibrahim Abi-Ackel, ex-ministro da Justiça e ex-deputado federal.

## Biografia

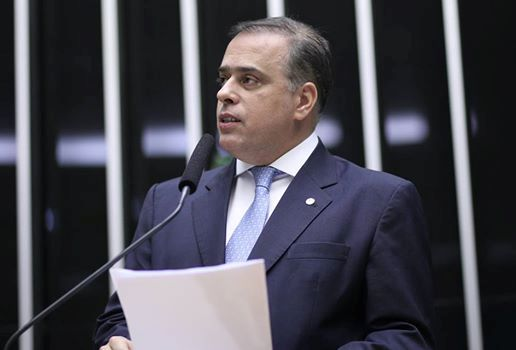
Paulo Abi-Ackel

Formado em direito pela Faculdade Milton Campos (1989), em Belo Horizonte, Paulo Abi-Ackel exerceu a profissão nas áreas de direito criminal e eleitoral. Foi sócio do escritório Abi-Ackel Advogados Associados, que dirigiu por mais de 20 anos, afastando-se em 2006 para assumir o recém conquistado mandato de deputado federal. Por um período, foi membro substituto do Tribunal Regional Eleitoral de Minas Gerais, nomeado na classe dos Juristas.
Seu pai, Ibrahim Abi-Ackel, atuou na Assembleia Legislativa de Minas Gerais (ALMG) e no Congresso Nacional e como Ministro da Justiça no governo militar do presidente João Figueiredo. Ibrahim Abi-Ackel atuou como deputado estadual por três legislaturas (1963 e 1975) e na Câmara Federal de 1975 a 2006. Durante os anos 90, sugiram acusações contra Paulo Abi-Ackel relacionadas a um suposto envolvimento em processos de vistos e extradições durante a gestão de Ibrahim Abi-Ackel como ministro da Justiça. No entanto, as investigações não encontraram nenhum indício de irregularidade por parte de Paulo Abi-Ackel. O inquérito foi arquivado e ele nunca foi denunciado ou processado, sendo considerado inocente no caso.

### Carreira Política
Iniciou em 2006, quando elegeu-se pela primeira vez deputado federal, pelo PSDB de Minas Gerais, conquistando mais de 126 mil votos.
Em 2008, foi designado vice-líder do PSDB na Câmara e em janeiro de 2009 assumiu pela primeira vez a presidência do partido em Minas Gerais. Foi líder da Minoria em 2011.
Sempre considerado pelos órgãos de acompanhamento da atividade parlamentar como um dos mais influentes parlamentares do Congresso Nacional, Paulo Abi-Ackel tem sido destacado por 17 anos consecutivos como um dos “Cabeças do Congresso” pela publicação do Departamento Intersindical de Assessoria Parlamentar (DIAP), que acompanha as atividades do Congresso há 40 anos. Nas últimas edições, Paulo Abi-Ackel é relacionado na categoria dos formuladores, parlamentares capazes de determinar a agenda legislativa do Congresso Nacional.
Foi membro da Comissão Especial de impeachment da Presidente Dilma Rousseff e responsável pelo encaminhamento da matéria pelo PSDB na Comissão e no Plenário. Já no Governo Michel Temer, votou a favor da PEC do Teto dos Gastos Públicos, para estabelecer um limite de despesas anuais. Em abril de 2017, votou favorável à Reforma Trabalhista. Em agosto de 2017, Abi-Ackel tornou-se relator, na Comissão de Constituição e Justiça, da primeira solicitação de autorização de instauração de processo criminal contra o então Presidente da República Michel Temer. Em seu relatório, Abi-Ackel recomendou a rejeição da denúncia por falta de elementos para prosseguir com a ação. Aprovado pela maioria dos parlamentares, o parecer evitou o afastamento imediato do Presidente da República.
Em 2019,  participou do Grupo de Trabalho que reescreveu o Pacote Anticrime do então Ministro da Justiça Sérgio Moro, atualizando parte da Legislação Penal Brasileira. Abi-Ackel também participou da Comissão Parlamentar de Inquérito (CPI) do rompimento da barragem de Brumadinho, em Minas. Ainda em 2019, no mês de Abril, Paulo Abi-Ackel voltou a ser eleito como presidente do PSDB em Minas Gerais, posto que ocupa até hoje.
Na ocasião das prévias do PSDB para indicação de candidato à Presidente da República, Abi-Ackel movimentou seus correligionários do partido em favor da candidatura de Eduardo Leite, que foi derrotado por João Dória. Abi-Ackel é aliado de Aécio Neves, também membro importante do PSDB mineiro.
Paulo Abi-Ackel votou a favor da Reforma da Previdência e da autonomia do Banco Central. Votou a favor da privatização dos Correios, mas contra a da Eletrobrás. Votou a favor da PEC dos Precatórios. Votou a favor da suspensão do mandato de Wilson Santiago (PTB), acusado de corrupção.
Em outubro de 2022, se elegeu para seu quinto mandato como deputado federal por Minas Gerais, com 105.383 votos, sendo o mais votado pelo PSDB no estado.

## Condecorações

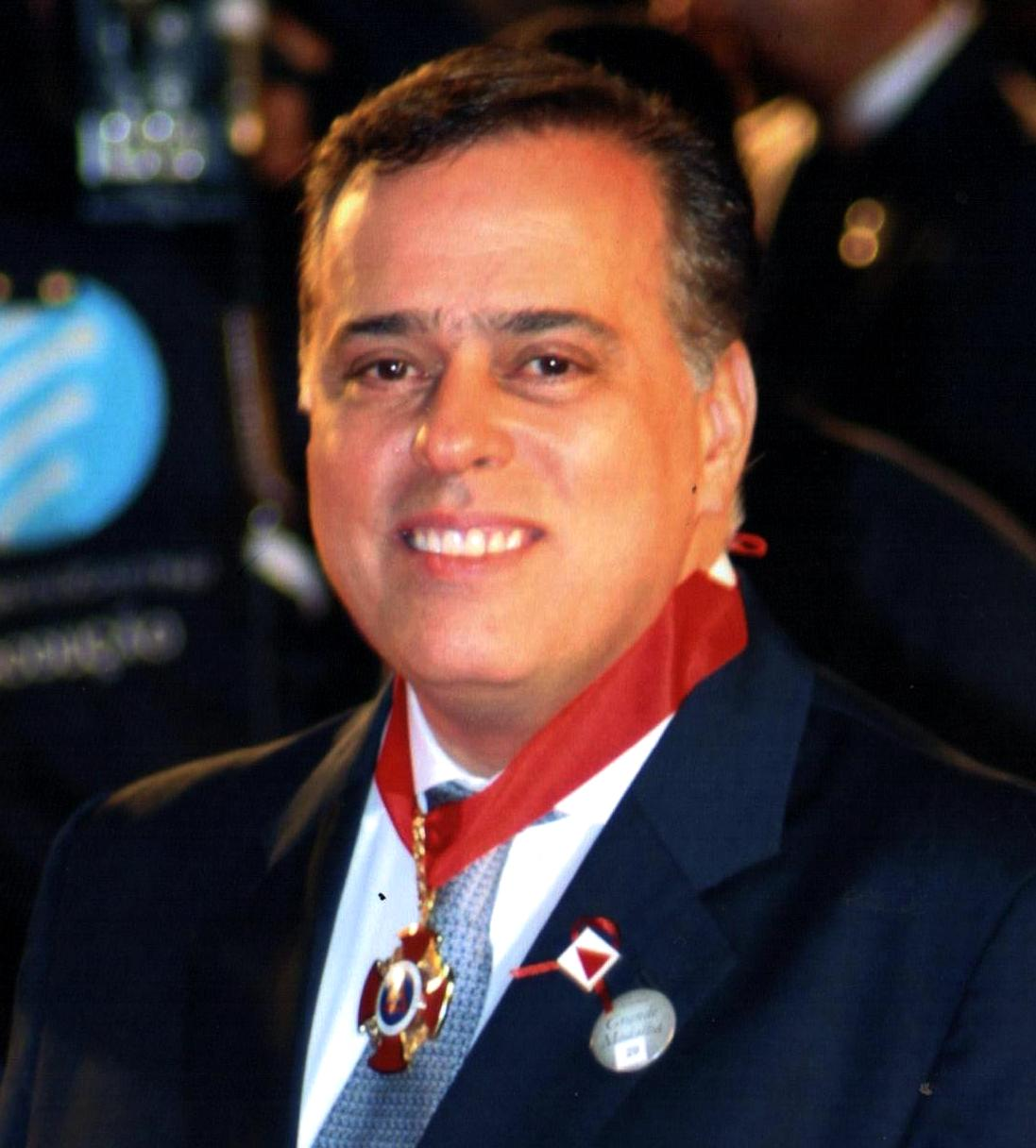
Medalha da Inconfidência em Ouro Preto-MG

- Paulo Abi-Ackel conquistou as mais relevantes condecorações mineiras por serviços prestados à população. Recebeu, da Polícia Militar de Minas Gerais (PMMG), a medalha “Alferes Tiradentes” e do Corpo de Bombeiros de Minas Gerais (CBMMG), a medalha da “Ordem do Mérito Imperador D. Pedro II”. Foi condecorado também com a Medalha da Inconfidência Mineira e do Dia do Estado de Minas.